# Diogo Costa
Diogo Meireles Costa (* 19. September 1999 in Rothrist, Schweiz) ist ein portugiesischer Fußballtorhüter, der beim FC Porto und für die portugiesische Nationalmannschaft spielt.

## Jugend
Diogo Costa wurde 1999 in Rothrist im Kanton Aargau in der Schweiz geboren. Er hat portugiesische Eltern. Mit 7 Jahren zog er zu seiner Mutter nach Portugal; sein Vater lebt nach wie vor in der Schweiz.

## Karriere

### Vereine
Costa begann seine fußballerische Ausbildung beim CB Póvoa de Lanhoso, wo er von 2008 bis 2010 das Tor hütete. Mit 11 Jahren wechselte er in die Jugendakademie des FC Porto. In der Saison 2015/16 kam er zu fünf Einsätzen mit der U19 in der UEFA Youth League. In der Folgesaison spielte er bereits achtmal in der Youth League und stand zudem schon im Kader der Zweitligamannschaft in der Segunda Liga. Am 6. August 2017 (1. Spieltag) debütierte er für die Zweitmannschaft, als er in Portugals zweiter Liga gegen den Gil Vicente FC in der Startelf stand, sein Team jedoch 1:2 verlor. In der gesamten Saison 2017/18 spielte er 32 Mal für die professionelle Zweitvertretung und noch achtmal in der Youth League. In der darauf folgenden Spielzeit kam er zu 17 Profispielen und sechs Jugendspielen für die Mannschaften Portos und stand zudem in der ersten Mannschaft des Öfteren im Spieltagskader. Die Youth League konnte er in dieser Saison mit den U19-Kollegen gewinnen, nachdem man im Finale den FC Chelsea besiegen konnte. Sein Debüt in der Primeira Liga feierte er am 10. November 2019 (11. Spieltag), als er gegen Boavista Porto zwischen den Pfosten stand. In der Saison 2019/20 wurde er mit Porto Liga- und Pokalsieger, wobei er in drei Liga- und allen Pokalspielen zum Einsatz kam. Am 9. Oktober 2020 stand er gegen Olympiakos Piräus über die volle Spielzeit im Tor und gab somit sein Debüt in der Champions League. In der gesamten Spielzeit spielte Costa zusammengenommen zwölfmal für die Erst- und Zweitmannschaft. In der folgenden Saison 2021/22 wurde er zum Stammtorhüter bei den Profis und absolvierte 33 von 34 möglichen Ligaspielen. Er trug dabei maßgeblich zum Meistertitel des FC Porto bei, indem er in fünfzehn Partien ohne Gegentor blieb und insgesamt lediglich 22 Gegentore zuließ. Er wurde in dieser Saison fünf Mal zu Portugals Torhüter des Monats und schließlich zum Torhüter der Saison gewählt.

### Nationalmannschaften
Costa spielte bisher für diverse Juniorennationalmannschaften der Portugiesen. Mit der U17-Mannschaft nahm er unter anderem an der U17-EM 2016 teil, welche die Portugiesen gewannen. Bei der U19 stand er in allen Spielen der U19-EM 2018 und 2019 zwischen den Pfosten. Auch im U21-Team war er Stammspieler und war der erste Torhüter der Portugiesen, als diese bei der U21-Europameisterschaft 2021 im Finale an Deutschland scheiterten.
Am 9. Oktober 2021 debütierte er in einem Freundschaftsspiel gegen Katar, als er bei dem 3:0-Sieg ohne Gegentor blieb. In den Play-off-Spielen der WM-Qualifikation stand er überraschend anstelle von Rui Patrício in der Startformation. Bei der Weltmeisterschaft 2022 war er Stammspieler. Portugal schied nach einer 0:1-Niederlage gegen Marokko im Viertelfinale aus, wobei Costa beim Gegentor eine Flanke falsch einschätzte. Bei der Europameisterschaft 2024 in Deutschland parierte er im Elfmeterschießen im Achtelfinale gegen Slowenien drei Elfmeter, was einen Rekord darstellt. Noch nie blieb ein Torhüter bei einer Europameisterschaft ohne Gegentor in einem Elfmeterschießen.
2025 gewann er mit Portugal die UEFA Nations League und hielt im Elfmeterschießen des Finals gegen Spanien einen Elfmeter.

## Erfolge
FC Porto U19
- UEFA Youth League: 2019

FC Porto
- Portugiesischer Meister: 2020, 2022
- Portugiesischer Pokalsieger: 2020, 2022, 2023, 2024
- Portugiesischer Supercupsieger: 2020, 2024

Portugal
- UEFA-Nations-League-Sieger: 2025
- U17-Europameister: 2016
- U19-Europameister: 2018